# Johann Nepomuk Mälzl
Johann Nepomuk Mälzl, nazwisko zapisywane także Mälzel, Melzl, Maelzel (ur. 15 sierpnia 1772 w Ratyzbonie, zm. 21 lipca 1838 na pokładzie statku u wybrzeży Wenezueli), inżynier niemiecki, wynalazca, konstruktor instrumentów muzycznych, jeden z twórców metronomu.
Jego ojciec, również Johann Nepomuk, był znanym budowniczym organów. Mälzl zdobył wykształcenie muzyczne i w 1792 przeniósł się do Wiednia, gdzie otworzył tam warsztat mechaniczny. Zasłynął jako twórca wielkich konstrukcji muzycznych, wykorzystujących ponad 250 pojedynczych instrumentów, które określał mianem "panharmonikonów". Budował również m.in. katarynki. Przez krótki czas przyjaźnił się z Beethovenem, który korzystał ze skonstruowanej przez Mälzla trąbki słuchowej; Beethoven skomponował utwór przeznaczony na panharmonikon Wellingtons Sieg oder die Schlacht bei Vittoria (po. 91, 1813). 
Przede wszystkim Mälzl kojarzony jest z metronomem. W 1815 opatentował metronom pod własnym nazwiskiem w Paryżu i Londynie, przy wsparciu Beethovena i Salieriego promował go energicznie w Wiedniu i Paryżu oraz otworzył wytwórnię w Paryżu. Opublikował także kilka podręczników poświęconych metronomowi (Metronomic Tutor), rozesłał egzemplarze do 200 europejskich kompozytorów. W rzeczywistości Mälzl dokonał przeróbki wcześniejszego wynalazku zegarmistrza amsterdamskiego Dietricha Winkla (dodając skalę) i później przegrał proces o prawa autorskie; pozostaje jednak do dziś kojarzony jako wynalazca metronomu.
Mälzl był także znany z innych wynalazków oraz efektownych pokazów. W 1804 odkupił słynnego Mechanicznego Turka, konstrukcję Wolfganga von Kempelena uważaną za automat do gry w szachy, w rzeczywistości kryjącą w swoim wnętrzu żywego gracza. W 1825 Mälzl przeniósł się do USA, prowadził dalej działalność wynalazczą i handlową w Bostonie, Baltimore i Filadelfii. Pod koniec życia, po zdemaskowaniu działania Turka przez "Baltimore Gazette", popadł w alkoholizm.
Źródła:
- Encyklopedia muzyczna PWM. Część biograficzna, tom VI: M, Kraków 2000